# هدف متحرک (فیلم ۲۰۱۱)
هدف متحرک (به انگلیسی: Moving Target) یک فیلم دلهره‌آور بریتانیایی محصول ۲۰۱۱ به کارگردانی مارک تیرنی است. این فیلم قبلاً با نام برهنه در لندن شناخته می‌شد.